# Adegaon
Adegaon és un antic principat de l'Índia, la capçalera del qual era el poble del mateix nom avui del districte de Seoni a Madhya Pradesh, a la taluka de Nakhladon i a 10 km a l'oest de la ciutat de Nakhladon i uns 40 km al nord de Seoni.
Històricament aquest poble i la seva comarca van formar un principat de 90 poblets i governat per la família dels Bharti Gosains, descendent del governador de Seoni sota els Bhonles de Nagpur; quan el 1874 el darrer príncep de la família reial va morir sense successió, l'estat va passar a ser territori britànic. El principat era tributari del principat d'Harai.
La seva població era majoritàriament de gonds tribals.
A la capital hi ha un fort de certa importància construït pels antics prínceps, situat en un turó a l'oest.